# Lò Văn Muôn
Lò Văn Muôn (sinh ngày 3 tháng 4 năm 1961), dân tộc Thái, là chính trị gia người Việt Nam. Ông từng là Phó Bí thư Thường trực Tỉnh ủy, Chủ tịch Hội đồng nhân dân tỉnh Điện Biên, Trưởng đoàn chuyên trách Đoàn đại biểu Quốc hội (khóa XIII) tỉnh Điện Biên, đại biểu Quốc hội Việt Nam khóa XIII, thuộc đoàn đại biểu Điện Biên.

## Tiểu sử
Ông quê ở  xã Noong Luống, huyện Điện Biên, tỉnh Điện Biên. Chuyên môn, nghiệp vụ của ông là Đại học Kỹ thuật Công nghiệp Thái nguyên, chuyên ngành cơ khí chế tạo máy. Ông vào Đảng vào ngày 14 tháng 8 năm 1990, nhưng chính thức vào ngày 14 tháng 8 năm 1991.

### Quá trình làm việc công tác:
Từ tháng 8 năm 1985 đến tháng 9 năm 1990: Là nhân viên, sau đó là Phó Trưởng phòng Kỹ thuật, Sở Công nghiệp tỉnh Lai Châu (cũ).
Từ tháng 10 năm 1990 đến tháng 6 năm 1994: Là Phó Trưởng phòng Công nghiệp, Phó Trưởng Ban Quản lý dự án Sở Xây dựng - Công nghiệp tỉnh Lai Châu (cũ).
Từ tháng 7 năm 1994 đến tháng 12 năm 1996: Phó Giám đốc Công ty Vật liệu Xây dựng I tỉnh Lai Châu (cũ).
Từ tháng 01 năm 1997 đến tháng 02 năm 2003: Trưởng phòng Kinh tế tổng hợp, Sở Công nghiệp tỉnh Lai Châu (cũ); Ủy viên ủy ban Mặt trận Tổ quốc tỉnh (khóa VII, VIII).
Từ tháng 3 năm 2003 đến tháng 12 năm 2003: Phó Giám đốc Sở Công nghiệp tỉnh Lai Châu (cũ).
Từ tháng 01 năm 2004 đến tháng 7 năm 2004: Phó Giám đốc Sở Công nghiệp tỉnh Điện Biên.
Từ tháng 8 năm 2004 đến tháng 7 năm 2007: Tỉnh ủy viên, Giám đốc Sở Công nghiệp tỉnh Điện Biên.
Từ tháng 8 năm 2007 đến tháng 7 năm 2011: Tỉnh ủy viên, đại biểu Quốc hội, Phó Trưởng đoàn chuyên trách Đoàn đại biểu Quốc hội (khóa XII) tỉnh Điện Biên.
Từ tháng 8 năm 2011 đến tháng 02 năm 2013: Tỉnh ủy viên, Trưởng đoàn chuyên trách Đoàn đại biểu Quốc hội khóa XIII, tỉnh Điện Biên.
Từ tháng 3 năm 2013 đến tháng 10 năm 2015: Ủy viên Ban Thường vụ Tỉnh ủy, Trưởng đoàn chuyên trách Đoàn đại biểu Quốc hội (khóa XIII) tỉnh Điện Biên.
Từ tháng 10 năm 2015 đến tháng 06 năm 2016: Phó Bí thư Tỉnh ủy tỉnh Điện Biên.
Từ 29/6/2016 đến 29/6/2021: Phó Bí thư Thường trực Tỉnh ủy, Chủ tịch HĐND tỉnh Điện Biên.